# Émilie Fer
Émilie Fer (Saint-Maurice, 17 febbraio 1983) è una canoista francese, specializzata nel K1, nella quale si è laureata campionessa olimpica a Londra 2012.

## Palmarès
- Giochi olimpici

2012:  Oro nel K1.
- Mondiali di slalom

2006 - Praga:  Oro nel K1 a squadre.
2013 - Praga:  Oro nel K1.